# Radoje Ljutovac
Radoje Ljutovac (4 de setembro de 1887 - 25 de novembro de 1968) foi um soldado sérvio da vila de Poljna, na Sérvia. O soldado Radoje Ljutovac lutou na Primeira Guerra Mundial no Exército Sérvio, e é oficialmente creditado com o primeiro abate de uma aeronave militar com fogo de artilharia terra-ar.

## Guerra dos Bálcãs
Durante as guerras dos Bálcãs em 1912-1913, como artilheiro, contribuiu para a libertação da Sérvia do Império Otomano e a defesa da Bulgária.

## Primeira Guerra Mundial

Um canhão de campo turco M1903 de 75 mm capturado montado em uma plataforma AA de madeira improvisada projetada pelo capitão francês André Mortureux e construída pela Fábrica Técnico-Militar de Kragujevac em serviço sérvio perto da cidade; Ljutovac servido no mesmo tipo

Ele se juntou à Primeira Guerra Mundial como artilheiro no exército sérvio e participou de suas batalhas em 1914. Durante 1915, a Sérvia foi novamente atacada pelo Império Austro-Húngaro e Alemão. Ljutovac foi colocado no regimento de artilharia do batalhão "Tanasko Rajic", uma unidade especial na época, operando a recém-formada bateria antiaérea. Seu regimento, que estava localizado em uma colina perto de Kragujevac Metin, foi encarregado de defender a área de aeronaves inimigas, já que edifícios como o Instituto Técnico Militar e outras instalações importantes estavam presentes naquela área.

## Queda da aeronave
Em 30 de setembro de 1915, antes do meio-dia, o alarme soou e seu regimento entrou em estações de batalha, três aviões se aproximaram de Kragujevac e lançaram sua carga útil de 45 bombas, 16 das quais caíram sobre o Instituto Técnico Militar, 9 sobre a estação de trem e o resto por toda a cidade. Soldados sérvios em solo tentaram, sem sucesso, derrubar os aviões com tiros de fuzil e metralhadora.
Sob as ordens de seu comandante, Ljutovac estava esperando com seu canhão e viu os três aviões austro-húngaros com seus binóculos. O canhão não era uma arma antiaérea dedicada, mas um canhão de campo turco capturado em 1912 montado em uma plataforma antiaérea. Ele mirou e disparou um projétil. O primeiro avião do grupo foi atingido. A aeronave estremeceu e começou a soltar fumaça, e depois caiu no chão na Rua Príncipe Pedro, bem ao lado da casa de Obren Janković.
Depois da guerra, ele disse isso de sua experiência: "Eu acreditei na minha experiência de mão e artilharia. O avião apareceu na minha mira. Há um momento feliz. Agora, preciso estar calmo, firme. Um momento depois meu braço puxa o gatilho. A fumaça saiu do barril. O avião imediatamente cambaleou com fumaça saindo de seu casco. Depois, foi para o chão".
Depois de parabenizá-lo pela empreitada, o comandante lhe deu um cavalo, que ele montou na cidade para encontrar a aeronave em chamas. Junto com o avião estavam os corpos queimados dos pilotos inimigos. Ljutovac ficou atento e saudou. Os pilotos da aeronave derrubada eram o capitão Von Scheffe e seu artilheiro traseiro/dianteiro Oton Kris. Ljutovac foi então condecorado com a Ordem de Karađorđe Star com Espadas e foi promovido ao posto de cabo.  Mais tarde, na frente de Salônica, Ljutovac foi promovido ao posto de sargento.
No outono de 1918, ele participou do avanço da frente Salônica.

## Depois da guerra

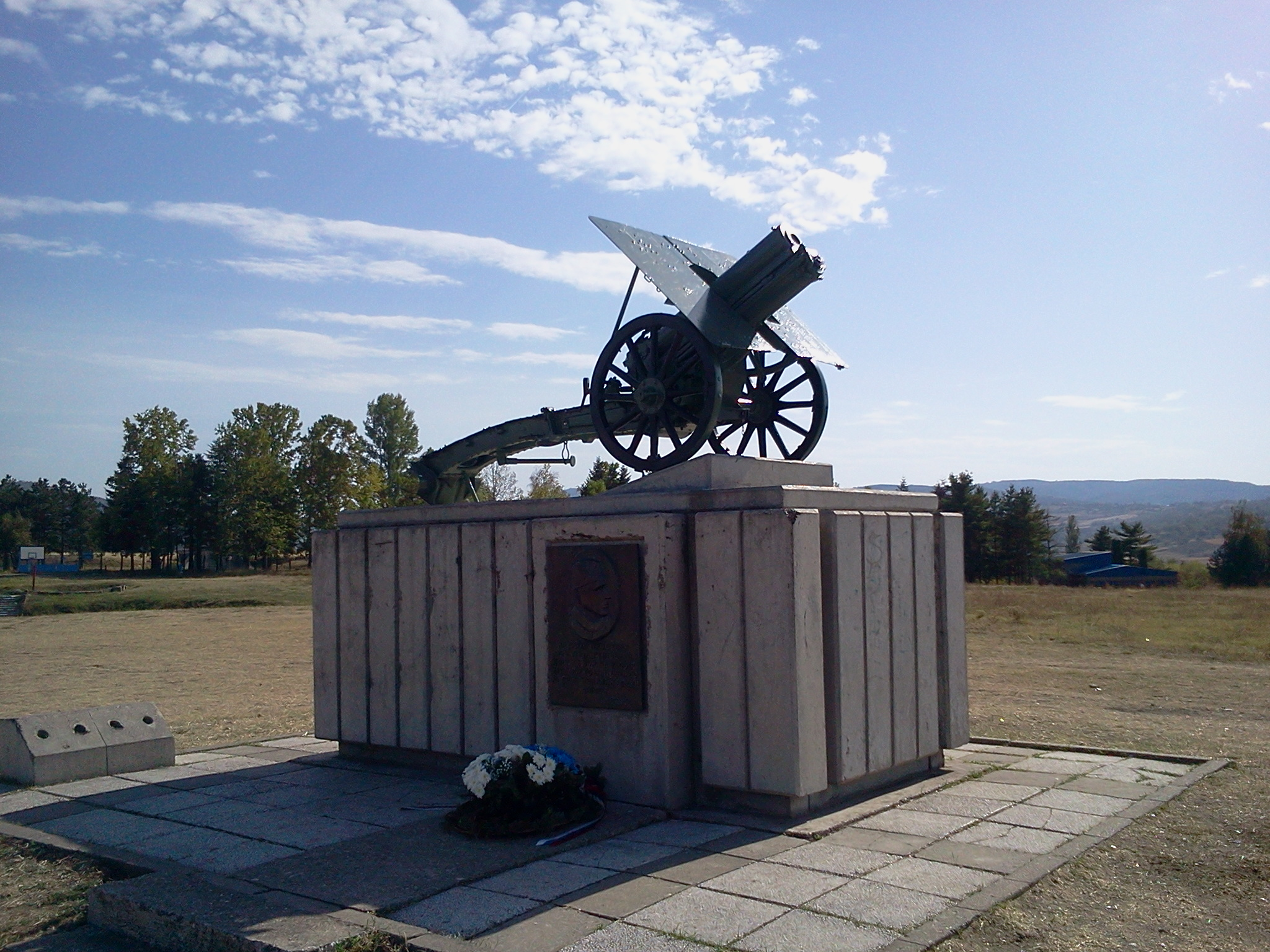
Sepultura de Ljutovac

Após a guerra e a desmobilização, Ljutovac abriu uma loja de produtos mistos em Trstenik. Radoje Ljutovac morreu em 25 de novembro de 1968.